# 1984-es magyar teniszbajnokság
Az 1984-es magyar teniszbajnokság a nyolcvanötödik magyar bajnokság volt. A bajnokságot szeptember 16. és 23. között rendezték meg Budapesten, a Dózsa margitszigeti teniszstadionjában.

## Eredmények
| Versenyszám  | Arany                                                          | Arany | Ezüst                                       | Ezüst | Bronz                                            | Bronz |
| ------------ | -------------------------------------------------------------- | ----- | ------------------------------------------- | ----- | ------------------------------------------------ | ----- |
| Férfi egyéni | Kiss Sándor Bp. Spartacus                                      |       | dr. Zsiga László Újpesti Dózsa              |       | Csépai Ferenc MTK-VM                             |       |
| Női egyéni   | Temesvári Andrea Bp. Spartacus                                 |       | Rózsavölgyi Éva Újpesti Dózsa               |       | Ritecz Andrea Vasas SC                           |       |
| Férfi páros  | Szikszay Attila, dr. Zsiga László Bp. Spartacus, Újpesti Dózsa |       | Tarján István, Varga Géza MTK-VM, Építők SC |       | Csépai Ferenc, Lázár Vilmos MTK-VM               |       |
| Női páros    | Szikszay Réka, Ritecz Andrea Bp. Spartacus, Vasas SC           |       | Rózsavölgyi Éva, Kiss Nóra Újpesti Dózsa    |       | Temesvári Andrea, Németh Anna Bp. Spartacus, BSE |       |
| Vegyes páros | Szikszay Attila, Szikszay Réka Bp. Spartacus                   |       | Bánhidi Károly, Kiss Nóra Újpesti Dózsa     |       | dr. Zsiga László, Rózsavölgyi Éva Újpesti Dózsa  |       |